# Galeata
Galeata (Gagliêda in romagnolo) è un comune italiano di 2 537 abitanti della provincia di Forlì-Cesena in Emilia-Romagna. Galeata appartiene alla porzione che fino al 1923 ha fatto parte della regione Toscana, denominata appunto oggi Romagna toscana.

## Storia
Fra il VI e il IV secolo a.C. gli umbri, presenti nel territorio da tempo, si ritirarono sulle colline per fuggire ai tentativi di invasione dei Galli Boi. Spostamento che, con tutta probabilità, segna la nascita di Mevanìola, romana dal 266 a.C., così chiamata in onore della florida città umbra Mevania (oggi Bevagna, gemellata con Galeata). Dopo il crollo dell'Impero Romano d'Occidente il centro abitato si spostò più a valle, dove sorge l'odierna Galeata. 
Alla fine del V secolo d.C. si colloca tradizionalmente l'insediamento di due opposte comunità, quella del giovane eremita sant'Ellero e quella del re Teodorico. In questo periodo nacque la potente abbazia fondata dal Santo, la quale per secoli dominò e amministrò i territori circostanti, arrivando ad avere un vero e proprio sistema difensivo dotato di truppe e di tre rocche (di Santa Sofia, di Civitella e di Pianetto). 
Agli inizi del Quattrocento il comune di Galeata entrò a far parte del Granducato di Toscana, al quale appartenne fino al 1860, come attesta la lapide murata sotto i portici del Palazzo del Podestà. Nel 1785 fu soppressa la giurisdizione ecclesiastica dell'abate e Galeata passò alla diocesi di Sansepolcro, mentre il territorio venne diviso tra questa e la diocesi di Bertinoro. Il vescovo di Sansepolcro assunse il titolo di abate di Sant'Ellero.
Con l'annessione del Granducato al regno d'Italia, dal 1860 al 1923 il Comune di Galeata fece parte della provincia di Firenze; nel 1923 venne assegnato alla provincia di Forlì (attualmente provincia di Forlì-Cesena).

### Simboli
Lo stemma utilizzato dal comune anche se privo di formale concessione è blasonato:
La galea è un'arma parlante.
Il gonfalone è un drappo partito di bianco e di azzurro.

## Monumenti e luoghi d'interesse
Caratteristico è il borgo antico, in architetture tipicamente toscane, che copre le attuali vie IV Novembre e Ferdinando Zanetti, percorse in tutta la loro lunghezza da palazzi porticati. 
La chiesa principale del paese è San Pietro, neogotica ma con una lapide murata in facciata che ne attesta la fondazione medievale e la chiesa della Madonna dell'Umiltà, che, in un altare barocco appena restaurato, accoglie il dipinto della Madonna compatrona di Galeata assieme a Sant'Ellero.
Il Teatro Comunale, di forme neoclassiche, è intitolato al tenore forlivese Carlo Zampighi.
Prima dell'abitato di Pianetto, una deviazione conduce all'area archeologica di Mevaniola dove si trovano i resti di un edificio a pilastri, le terme (con ambiente absidato e canalizzazioni), un piccolo teatro ispirato a modelli ellenistici, con orchestra circolare e cavea poggiante su un terrapieno, preceduto da un lastricato in arenaria e una cisterna che fungeva da acquedotto urbano.

### Architetture civili

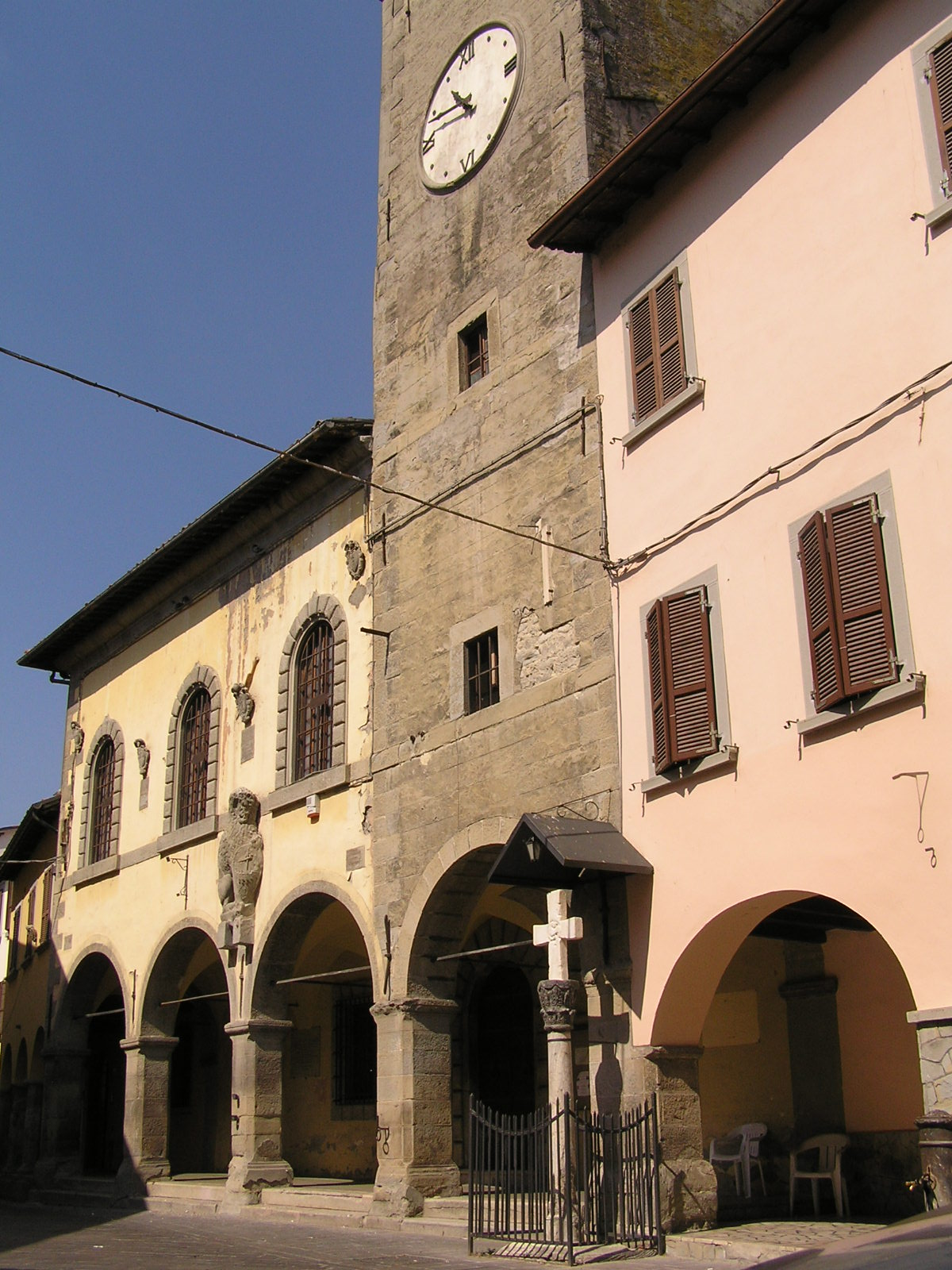
Palazzo del Podestà, col Marzocco e la croce.

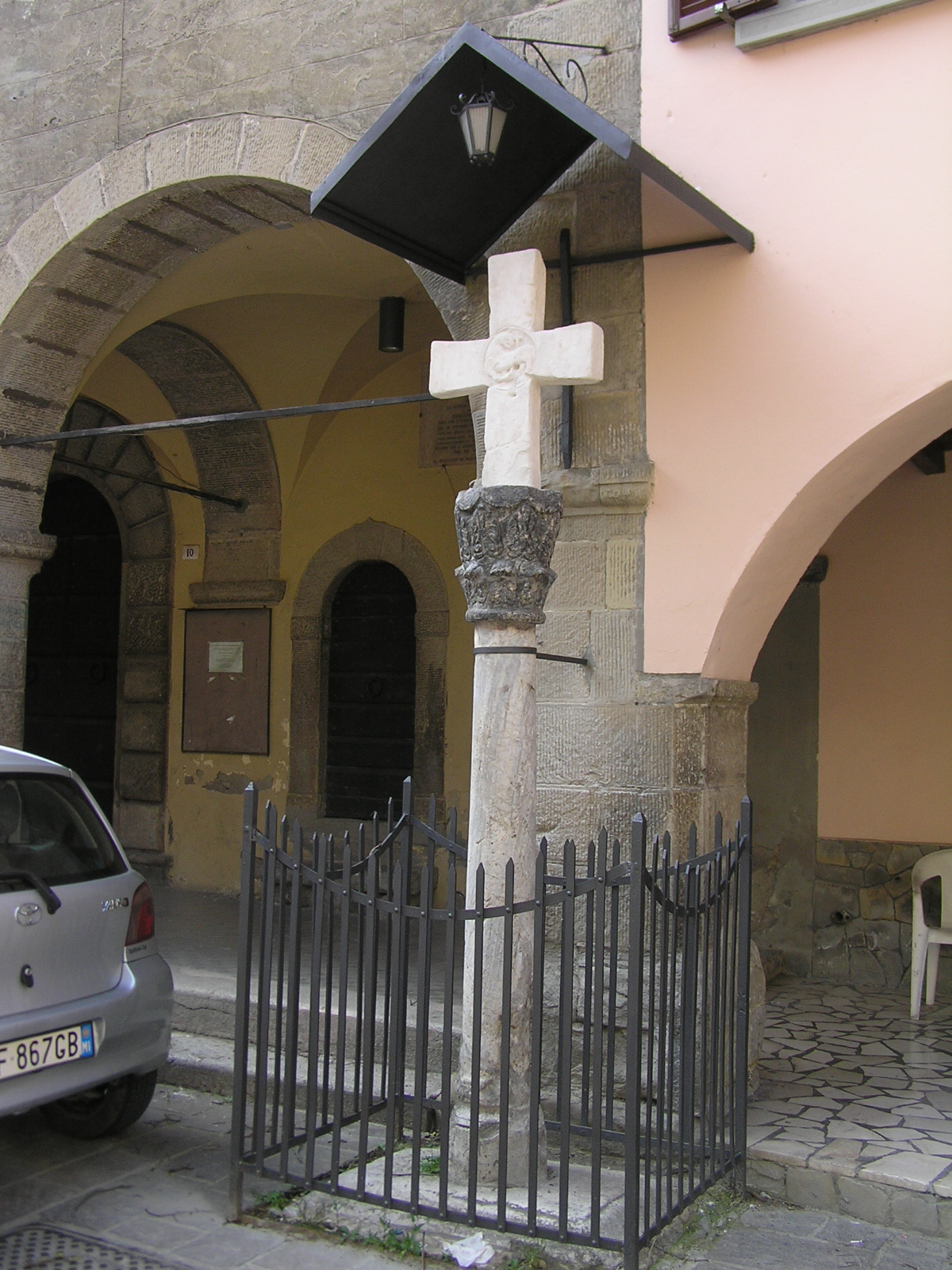
Colonnina.

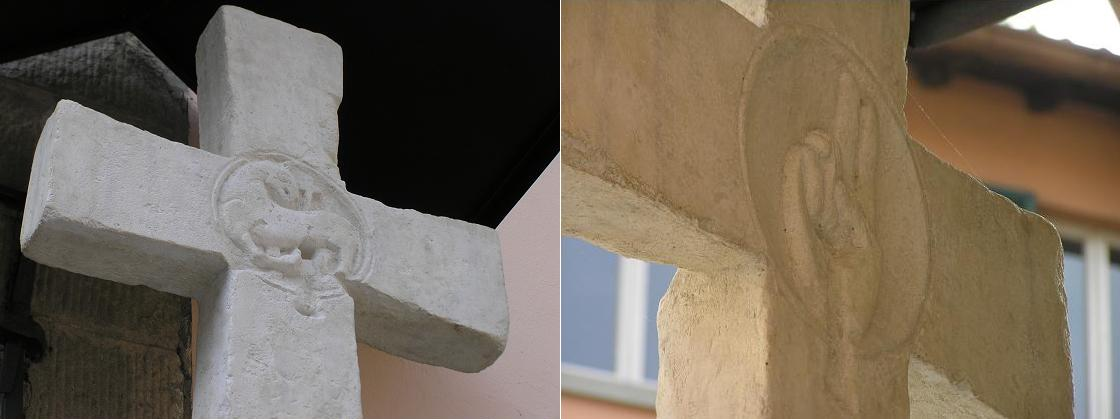
Dettagli della croce.

In via IV Novembre si trova il palazzo che fu sede della curia abbaziale di Sant'Ellero fino al 1787, nel quale si trova murato lo stemma di Pietro Aldobrandini, cardinale abate commendatario di Sant'Ellero e arcivescovo di Ravenna, che nel 1602 si rifiutò di abbandonare l'antica fabbrica ilariana per ricostruirla in città.
I palazzi maggiormente degni di nota a livello artistico si trovano in via Zanetti: quello dell'Opera Madonnina del Grappa, dalla facciata dipinta; palazzo Cenni con una lapide attestante la visita del Granduca Pietro Leopoldo II nel 1834; Palazzo Zanetti che invece reca una lapide che ricorda la sosta in esso dello stesso Granduca, ma del 1777; palazzo Bardi, palazzo Angeloni, palazzo Versari, tutti recanti gli stemmi delle rispettive famiglie.
Il Palazzo del Podestà, il più importante, fu costruito dalle fondamenta nel 1636, essendo stato abbattuto il precedente, fatiscente. La facciata mostra chiari influssi toscani, ed è articolata su due piani, tripartita secondo la verticale e conclusa da un cornicione ligneo sporgente, alla toscana. La parte inferiore è adibita a portico, suddivisa da una triplice archeggiatura a tutto sesto con pilastri in pietra smussati agli angoli. In corrispondenza del terzo pilastro, tra il primo e il secondo piano, nel 1642 venne inserito il Marzocco Fiorentino, il grande leone di pietra che regge lo stemma del comune e che indica chiaramente l'influenza del Granducato di Toscana sul territorio galeatese. La parte superiore è caratterizzata dalla presenza di tre finestroni con ghiera e piedritti in bugnato gentile, realizzati nel 1890 (in tale occasione la parte inferiore della facciata venne decorata con un disegno a finto bugnato, eliminato dopo il 1938 e sostituito dalla sobria tinteggiatura chiara che lo caratterizza tutt'oggi). Dei numerosi stemmi podestarili che decoravano la facciata attualmente ne rimangono solo quattro (ancora in testimonianze e fotografie del 1934 se ne contavano sette).
Accanto al palazzo sorge la torre civica, poggiante su di un arco analogo a quelli del palazzo, di struttura a vista in conci di pietra serena, culmina col grande orologio, citato sin dal 1613 (e riacquistato in seguito nel 1778 e 1844), coperto da una cupola a bulbo retta da quattro grandi aperture.
Davanti alla torre sorge un'antica colonnina in marmo, che porta, su di un capitello in pietra scura a foglie d'acanto stilizzate, una croce bizantina in marmo candido, scolpita su ambo i lati (sul fronte un agnello e un pastorale, sul retro una mano benedicente), posta davanti a quello che un tempo era l'ingresso della città, ossia l'antica via Gallica, tuttora esistente, con pavimentazione ciottolata.

### Borgo di Pianetto
Piccolo borgo medievale sormontato da una rocca e raccolto attorno alla chiesa di Santa Maria dei Miracoli, espressione del Rinascimento toscano (fu fondata nel 1497) con il convento di Francescani che, dopo il restauro, è diventato sede del museo civico e archeologico "Mambrini".

## Società

### Evoluzione demografica
Abitanti censiti

### Etnie e minoranze straniere
Galeata è il comune dell'Emilia-Romagna con la percentuale più alta di residenti stranieri (21%).
Secondo i dati ISTAT al 31 dicembre 2009 la popolazione straniera residente era di 508 persone. Le nazionalità maggiormente rappresentate in base alla loro percentuale sul totale della popolazione residente erano:
- Marocco 157 6,26%
- Romania 65 2,59%
- Senegal 65 2,59%
- Albania 62 2,47%
- Macedonia 27 1,08%
- Cina 25 1,00%

## Cultura

### Musei

#### Museo civico e archeologico "Domenico Mambrini"

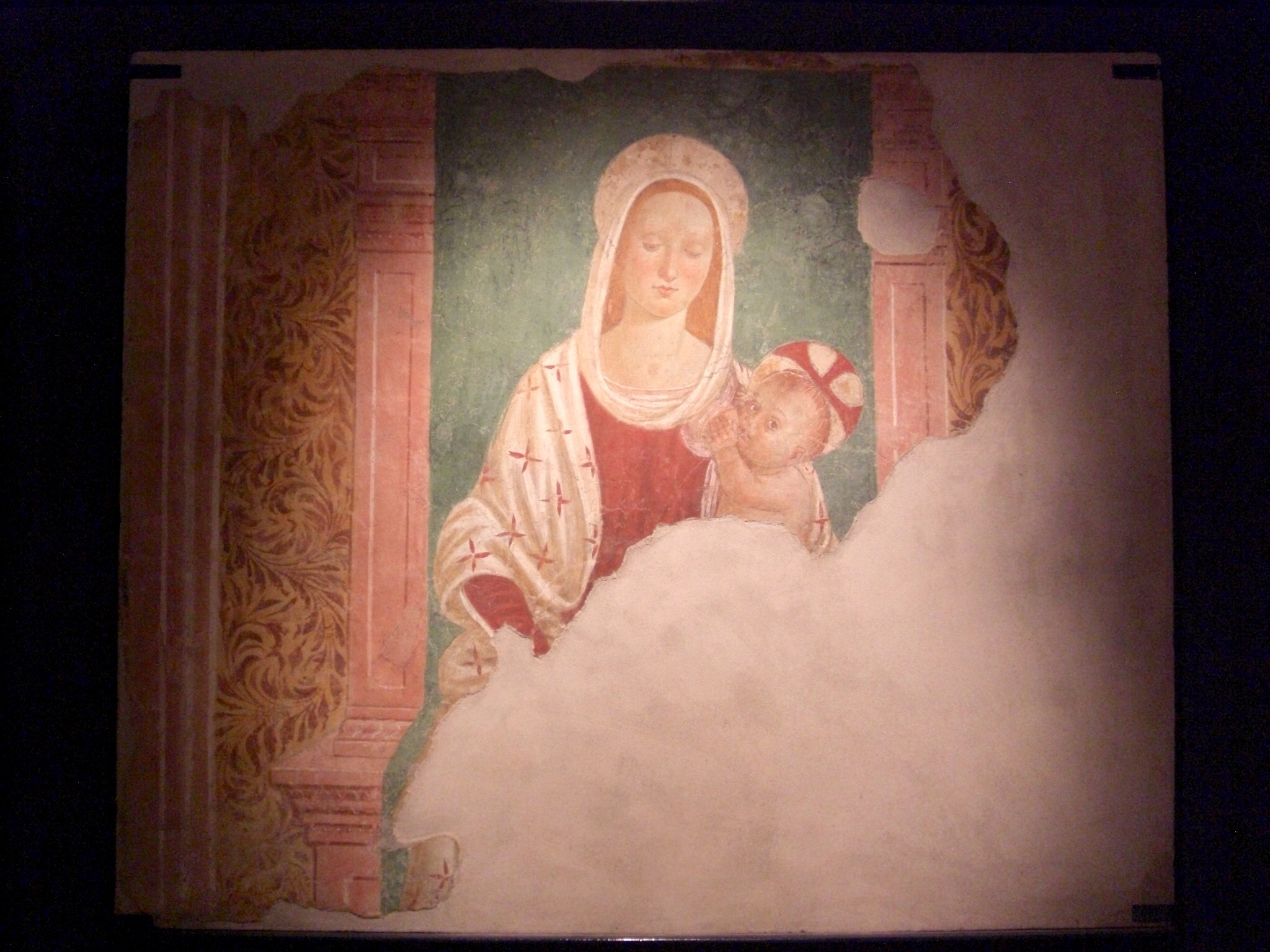
Madonna del latte, conservata nel museo

Sito nella frazione Pianetto (a due km da Galeata) raccoglie il materiale scavato su iniziativa dell'arciprete mons. Domenico Mambrini (1879-1944). Appassionato di studi archeologici ed archivistici, a lui si deve l'esatta ubicazione del sito archeologico della città romana di Mevaniola. Il museo è organizzato in due sezioni:
- Sezione archeologica: sono esposti manufatti dalle civiltà villanoviana ed umbra fino all'età bizantina. Nel museo è conservata una chiave onoraria risalente al I secolo d.C. simboleggiante il potere della città. Se ne ha solamente un altro esempio in tutta Italia[8].
- Sezione storico-artistica: sono esposte ceramiche, dipinti e affreschi, tra cui la Madonna dell'Umiltà, patrona di Galeata, databile al 1330 circa.

## Infrastrutture e trasporti
Galeata è attraversata dalla S.P. 310 "Bidentina" che collega la Romagna con la Toscana, e dista 34 km da Forlì e 35 km da Cesena.